# Calòcir
Calòcir (en llatí Calocyrus) fou procònsol (Ἀνθύπατος) o dux (δοὺξ), i un jurista romà d'Orient.
A la Basilica se l'anomena "Calocyrus Sextus". Segons la Bibliotheca Juris Orientalis Canonici et Civilis, Calocyrus hauria estat posterior a Ciril i hauria viscut en temps d'Aleix I Comnè (1081-1118). Hauria fet diversos comentaris sobre les Novellae, un dels quatre grups de lleis que formen el Corpus Juris Civilis.